# Centre de recherches médicales Newton-Richards
Le Centre de recherches médicales Newton-Richards, situé sur le campus de l'université de Pennsylvanie, Philadelphie, aux États-Unis, est l'œuvre de l'architecte américain Louis Kahn (architecte).
Entre 1957 et 1962, les acteurs principaux de la 1re phase du projet de sa construction furent :
- architecte : Louis Isadore Kahn (1901-1974) ;
- bureau d'étude, ingénierie structure : Keast & Hood ;
- ingenieur : August E. Komendant (1906-1992). À lire: Dix Huit Années avec Louis I Kahn (Éd. du Linteau, 2006) ;
- architecte paysagiste : Ian Lennox McHarg (1920 - 2001).

Ian Lennox McHarg est un Écossais ayant vécu aux États-Unis. Il fonda en 1963 la société Wallace, McHarg, Roberts, & Todd à Philadelphie (USA). Bien qu'implique principalement dans le design urbain(tel que le port intérieur et le centre municipal de Baltimore) un legs important de McHarg fut la reconnaissance des dangers pour la nature d'une vision court-termiste des enjeux économiques et politiques. Il est un des pères de l'architecture écologique ou durable.